# Peña Colorada, San Felipe
Peña Colorada är en ort i Mexiko.   Den ligger i kommunen San Felipe och delstaten Guanajuato, i den centrala delen av landet, 290 km nordväst om huvudstaden Mexico City. Peña Colorada ligger 1 990 meter över havet och antalet invånare är 106.
Terrängen runt Peña Colorada är platt österut, men västerut är den kuperad. Peña Colorada ligger nere i en dal. Runt Peña Colorada är det ganska tätbefolkat, med 93 invånare per kvadratkilometer. Närmaste större samhälle är Rancho de Guadalupe, 14,1 km sydost om Peña Colorada. Trakten runt Peña Colorada består i huvudsak av gräsmarker.